# Altinote hylonome
Altinote hylonome is een vlinder uit de familie van de Nymphalidae. De wetenschappelijke naam van de soort is voor het eerst geldig gepubliceerd in 1844 door Edward Doubleday.